# الدا
اِلدا (به اسپانیایی: Elda) دهستانی در استان آلیکانتهٔ اسپانیا است.
در این دهستان ۵۰٬۱۶۸ نفر زندگی می‌کنند. مساحت این دهستان ۴۵٫۶۸ کیلومتر مربع است.